# Alberto Gallardo
Alberto Gallardo (28 de novembre de 1940 - 19 de gener de 2001) fou un futbolista peruà.
Va formar part de l'equip peruà a la Copa del Món de 1970. Durant la seva carrera jugà per Sporting Cristal, AC Milan, Cagliari Calcio i Sociedade Esportiva Palmeiras.